# 날 보러 와요
《날 보러 와요》는 대한민국의 연극이다. 김광림이 대본을 썼고 1996년 초연되었다. 영화 《살인의 추억》의 원작이기도 하다. 초연 당시에는 권해효, 유연수, 김뢰하, 류태호 등이 출연하였다. 2006년과 2014년에 다시 공연되었다.

## 배경
《날 보러 와요》는 공연 당시 미제 사건이던 화성 연쇄 살인 사건을 소재로 삼은 연극이다. 1986년부터 1991년까지 일어난 강력 사건이므로 공연 당시에도 많은 사람의 기억속에 강하게 자리잡고 있었다. 극작가 김광림은 대본이 정통극을 가르치기 위한 목적에 쓰인 것이며, 초연 당시 제목을 《날 보러 와요》로 정한 것은 범인이 혹시라도 보러 오지 않을까 하는 점을 염두에 두었다고 한다.
연극은 성격이 다른 캐릭터들 사이의 갈등에 의해 진행된다. 김광림은 인물 사이의 충돌을 축구 경기를 하고 있는 선수들에 비유하며 축구 경기가 누가 이길지 궁금증을 유발한다면 연극의 줄거리 역시 앞으로 벌어질 일에 궁금증을 유발하여야 한다고 말했다. 김광림은 《날 보러 와요》 대본을 쓰기 위해 직접 사건을 수사하는 형사들을 인터뷰하였다.

## 초연 시 정보
- 연출: 김광림
- 일시: 1996년 2월
- 극단: 연우무대
- 장소: 문예회관 소극장

## 수상 이력
- 서울연극제 작품상·연기상·인기상(1996)
- 전국연극제 장려상(1998)
- 백상예술대상 희곡상·신인연기상

## 줄거리
연극의 배경은 한 참 살인 사건을 추적하고 있는 경찰서의 수사 본부이다. 연극이 진행되는 공간은 수사 본부로 한정되어 그리 바뀌지 않는다. 서로 다른 성격을 갖는 4명의 형사가 범인을 잡기 위해 벌이는 수사를 코미디와 로멘스를 섞어서 꾸몄다. 현실과 마찬가지로 범인은 잡히지 않고 형사들은 서로의 성격에 의해 충돌한다. 같은 배우가 계속 배역을 바꾸어 등장하는 용의자는 번번히 범인이 아닌 것으로 확인되고 풀려난다. 이러기를 반복하는 동안 형사들은 진범이 있기는 한 것인가 하는 허무감을 느낀다. 연극은 다양한 가능성을 보여주는 열린 결말로 끝을 맺는데, 이는 당시 범인이 잡히지 않은 상황때문이기도 하다.

### 영화 살인의 추억과 비교
연극이 한정된 공간에서 형사들의 심리적 상황에 좀 더 초점을 맞춘다면, 영화는 경찰력이 시위 진압에 더 비중을 두는 80년대의 시대 상황과 공업화가 진행되면서 공장과 논두렁이 섞여 있는 화성의 공간적 배경과 같은 주변 배경을 함께 보여준다. 영화에 비해 경찰이나 사회에 대한 비판이 약한 것 아니냐는 질문에 김광림은 연극에서도 같은 용의자가 계속 잡혀 오는데도 못알아본다던가 하는 방식으로 경찰의 무능함을 풍자한 부분이 있다고 답하였다.

## 배역

### 남자 배역
- 김반장
- 김형사
- 조형사
- 박형사 - 화성 지역 토박이 형사다. 늘 성적인 농담을 일삼지만 수사팀의 화성 강간 살해 사건과 연결시키며 위기를 모면하는 능청스런 성격이다. 지방 부호이며 성실한 가장처럼 보이지만 내연녀가 있다. 결국 수사팀이 해체되자 형사직을 그만둔다.
- 용의자(이영철/남현태/정인규)
- 사내(최정기)
- 김우철(용의자 친구)

### 여자 배역
- 미스김
- 박기자
- 남씨부인